# Ѓ
Ѓ, ѓ («ѓе», «ґє») — кирилична літера, шоста літера македонської абетки, яку використовують на позначення дзвінкого твердопіднебінного проривного звука (/ɟ/) або дзвінкого ясенно-піднебінного африката (/dʑ/). Слова з цим звуком часто зіставні із сербськими словами, де вжито ђ. Наприклад, македонське слово «народження» має такий вигляд як раѓање, а в сербській мові воно має вигляд рађање/rađanje.
Звуки /ɟ/ і /dʑ/, передавані цією літерою, сходять до праслов'янського сполучення *dj, що спочатку в рамках слов'янської йотації перейшло в пом'якшений *d', потім у дзвінкий твердопіднебінний проривний або дзвінкий ясенно-піднебінний африкат. В українській їм відповідає звук [ʒ] (літера ж), або дзвінкий африкат [d͡ʒ] (сполучення дж): мак. меѓа — укр. межа (діал. меджа), мак. саѓи — укр. сажа (діал. саджа), мак. раѓање — укр. народження; або звук [d] (літера д): мак. луѓе — укр. люди (арх. люде), мак. ѓакон (від грец. διάκονος) — укр. диякон, дяк, мак. спаѓање — укр. спад, падіння.
Цю літеру (як і деякі інші) було введено в македонську абетку 4 грудня 1944 року за результатами голосування членів «філологічної комісії зі встановлення македонської абетки та македонської літературної мови» (9 голосів «за», 2 голоси «проти»); альтернативою було використання сербської літери ђ, втім його було відхилено почасти з політичних міркувань, почасти через апелювання до принципової різниці між македонською та сербською вимовою.
Знак ѓ є видозміненою кириличною буквою г, яка походить від грецької гамми. В абетці ѓ займає місце не поряд із г, а після д, тобто там, де стоїть ђ у сербській абетці.
У глаголиці існувала літера Ⰼ («гъерв»), чиє фонетичне значення могло бути близьким до македонської ѓ.
«Глухим відповідником» ѓ у македонській абетці є літера ќ.

## Кодування
| Кодування           | Реєстр | Десятковий код | 16-ковий код | Вісімковий код | Двійковий код                       |
| ------------------- | ------ | -------------- | ------------ | -------------- | ----------------------------------- |
| Юнікод (монолітний) | Велика | 1027           | 0403         | 002003         | 00000100 00000011                   |
| Юнікод (монолітний) | Мала   | 1107           | 0453         | 002123         | 00000100 01010011                   |
| Юнікод              | Велика | 68354817       | 0413 0301    | 00404601401    | 00000100 00010011 00000011 00000001 |
| Юнікод              | Мала   | 70451969       | 0433 0301    | 00414601401    | 00000100 00110011 00000011 00000001 |
| ISO 8859-5          | Велика | 163            | A3           | 243            | 10100011                            |
| ISO 8859-5          | Мала   | 243            | F3           | 363            | 11110011                            |
| KOI-8               | Велика | 178            | B2           | 262            | 10110010                            |
| KOI-8               | Мала   | 162            | A2           | 242            | 10100010                            |
| Windows-1251        | Велика | 129            | 81           | 201            | 10000001                            |
| Windows-1251        | Мала   | 131            | 83           | 203            | 10000011                            |

У HTML велику літеру Ѓ можна записати як Ѓ або Ѓ, а малу ѓ — як ѓ або ѓ.